# Hôtel du Conseil général de la Marne
L’Hôtel du Conseil général est le bâtiment qui héberge les institutions du département de la Marne.

## Histoire

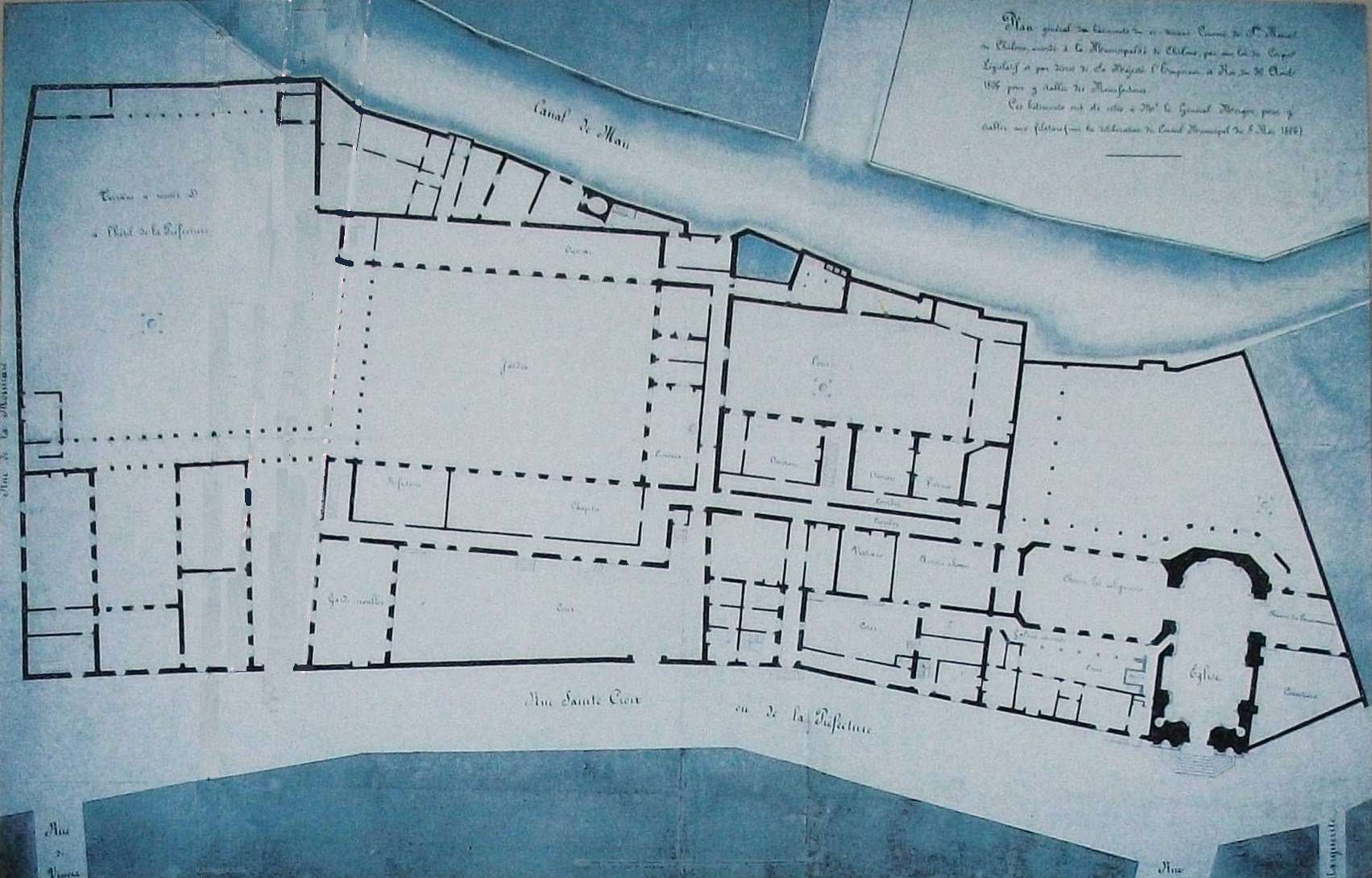
Plan du couvent avec la chapelle à droite, le Mau en haut et la rue Carnot en bas.

Le bâtiment était le couvent Sainte-Marie qui accueillait les religieuses de la Congrégation de Notre-Dame qui fut fondé par Pierre Fourier. La construction débutait en 1631 sur des plans de l'architecte Pacquotte. Le couvent fut agrandi sur les plans de Robert de Cotte avec une chapelle, de nouveaux bâtiments et un grand portail.
En 1792, après les confiscations révolutionnaire, l'ancien couvent devenait une caserne puis un magasin de blé. Il utilisé entre 1806 et 1826 en usine de coton, il devint le Grand séminaire en 1827.
En 1903, il connut une phase d'abandon, deux ailes furent détruites et un portail déplacé au musée Garinet avant son affectation en commissariat de police de 1942 à 1991.
Le bâtiment est classé au titre des monuments historiques en 1943 pour sa façade, ses toitures.

## Affectation actuelle

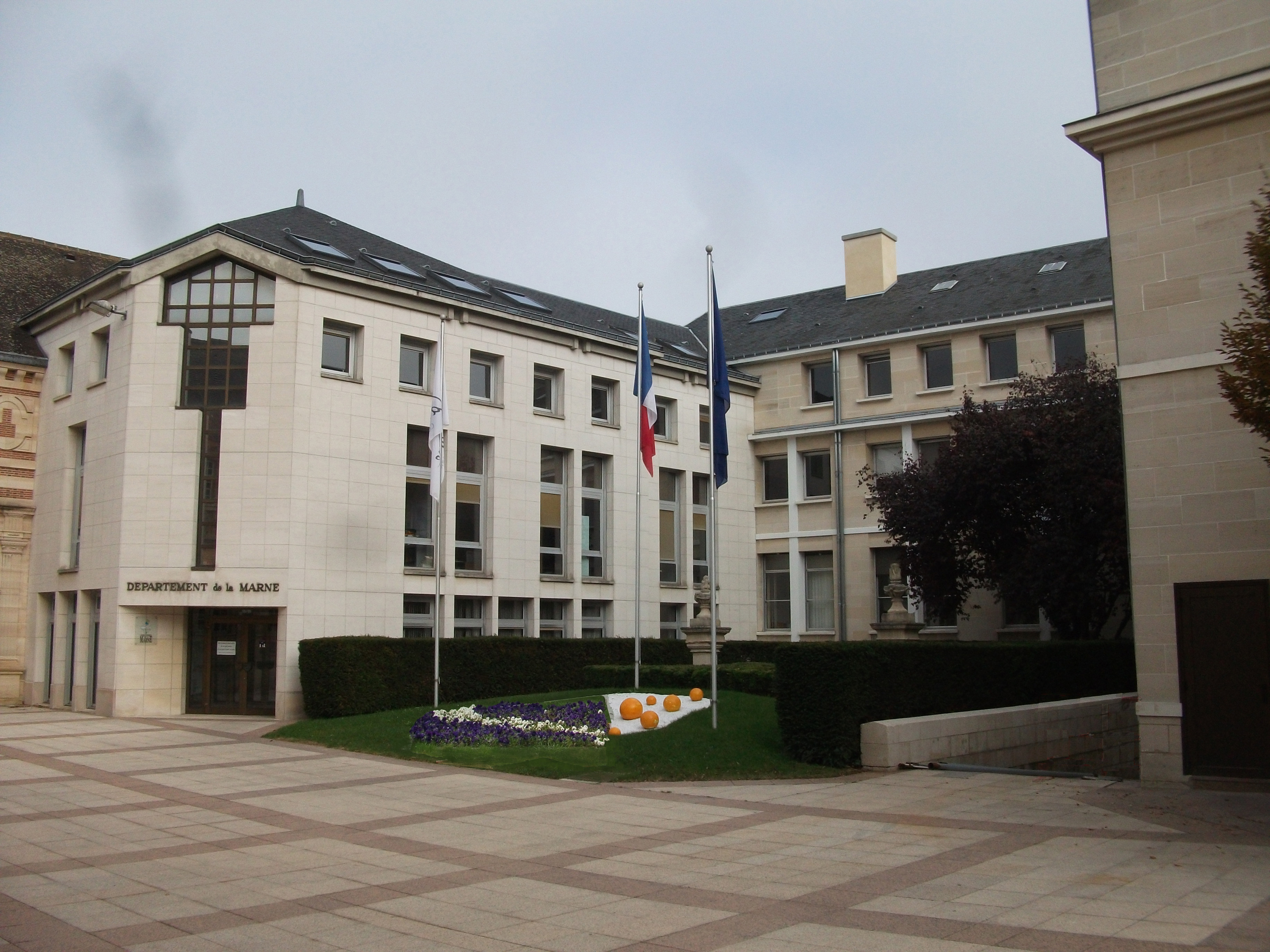
Le bâtiment sur la rue Carnot.

Puis en 1995, il connaît son affectation actuelle au conseil général après une phase de réhabilitation par l'architecte Jean-Denis Gouzien.
Le bâtiment se trouve entre la rue Carnot, la rue Jassaint, cette rue a été créée car on ne la retrouve pas sur le plan ci-dessus et le Mau. Le bâtiment classé est sur Mau, en appareillage champenois et les parties briques forment des dessins entre les parties de pierre en craie. Une cour dallée sur laquelle donne une partie plus moderne qui a une façade sur la rue Carnot. Cette cour est séparée d'une deuxième par une aile que l'on peut franchir par trois arches. Cette deuxième cour est un jardin qui a une arche carrée au milieu de ce patio.

## Images

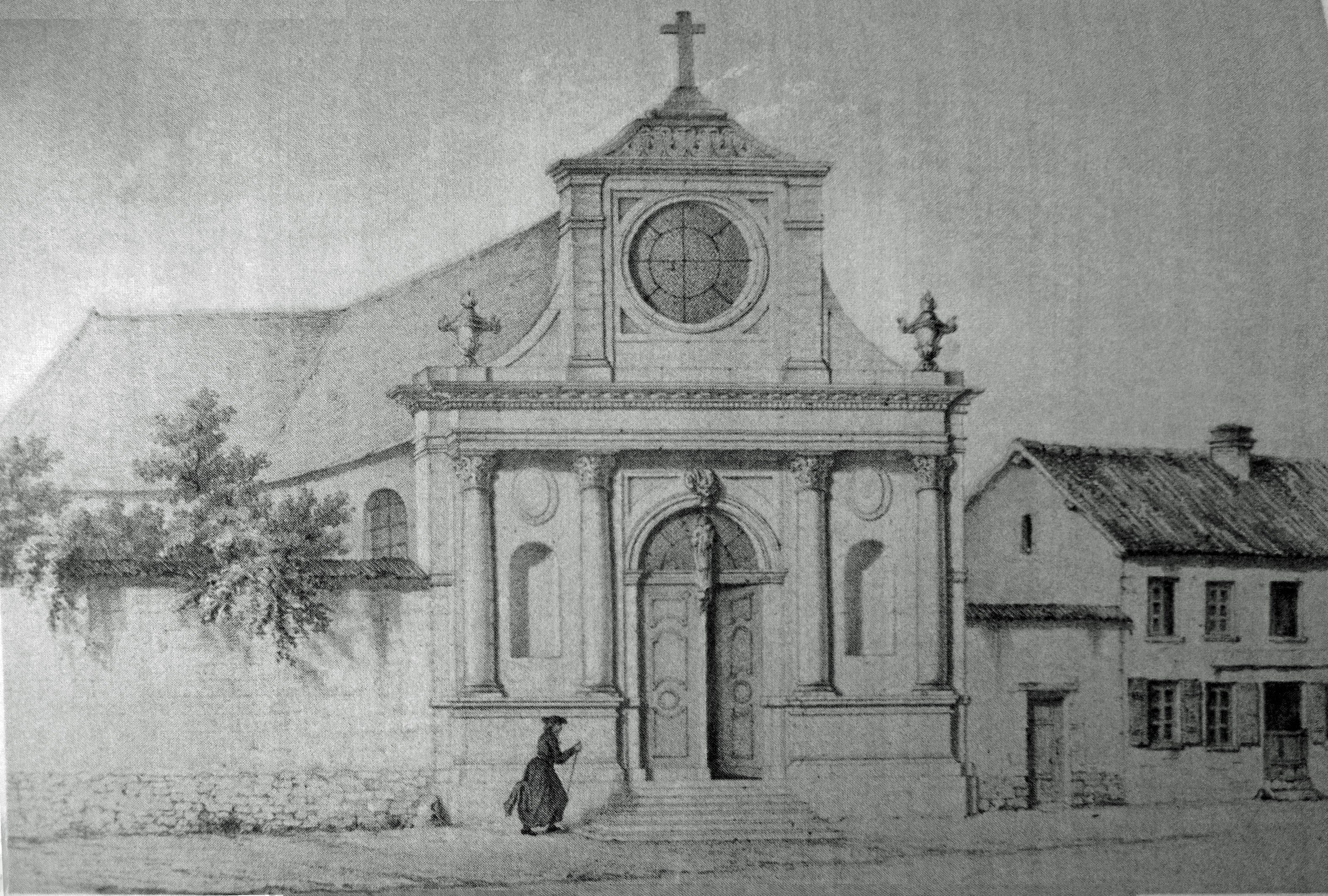
La chapelle.
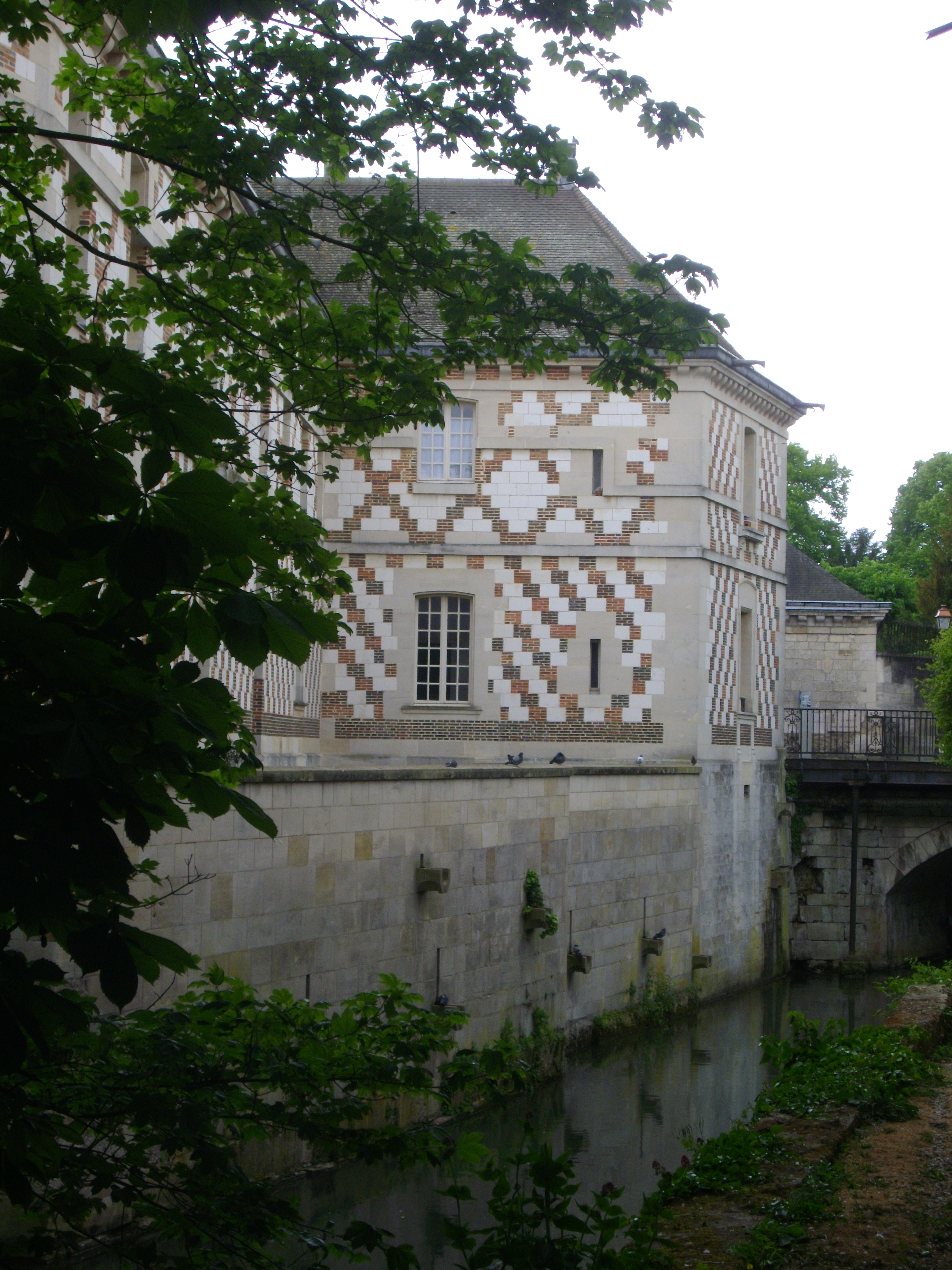
Le bâtiment sur le Nau.
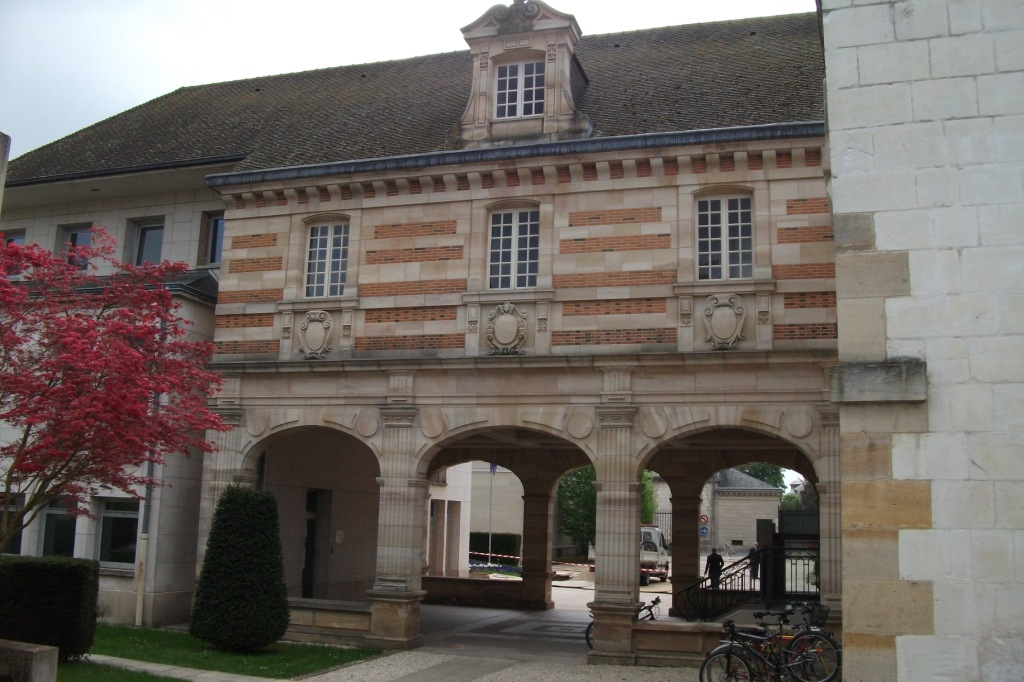
La seconde cour.
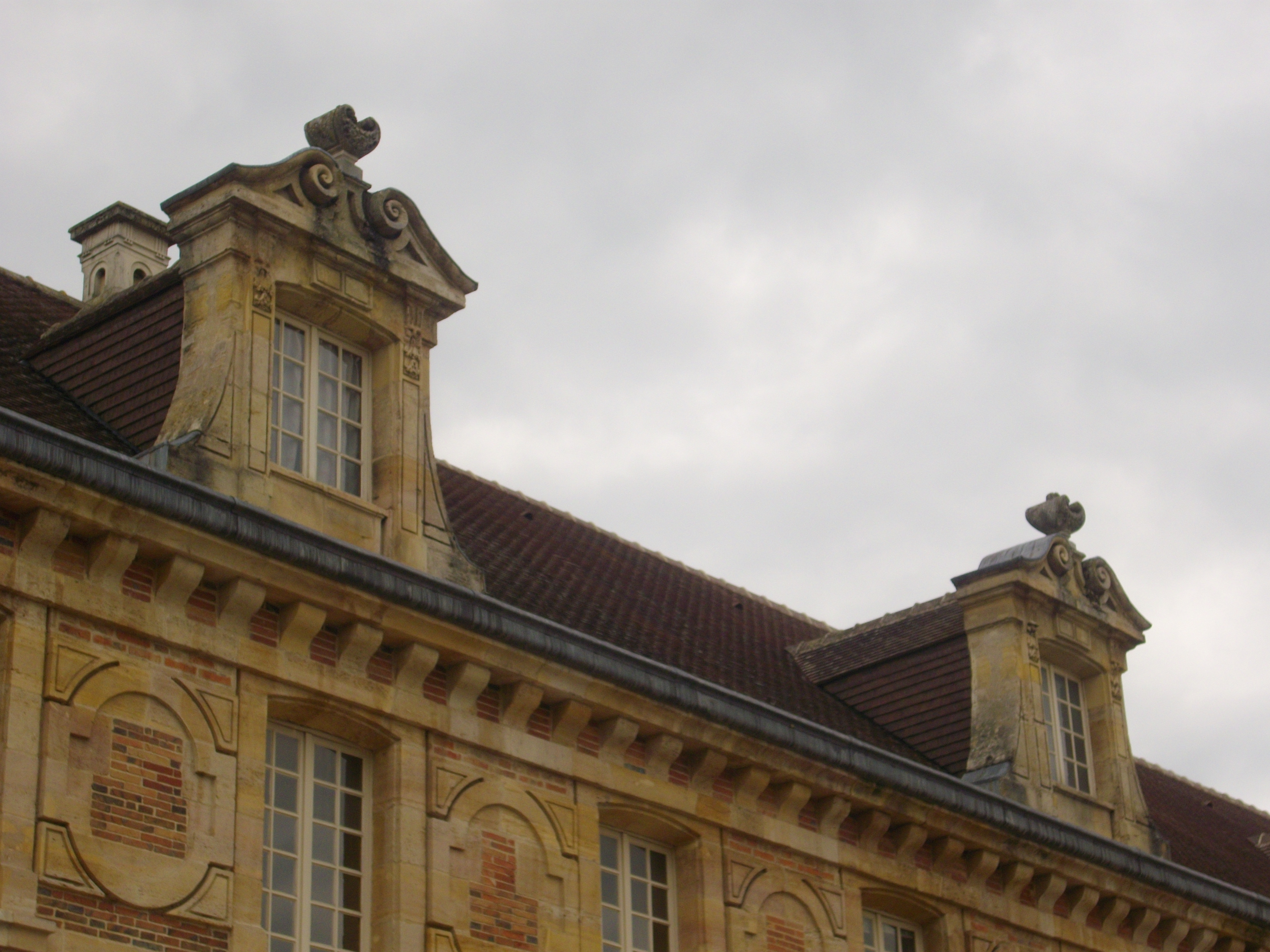
Détail de la façade.